# Гинзбург, Саул Моисеевич
Саул (Шаул) Моисеевич Гинзбург (идиш שאול גינזבורג‎, англ. Saul M. Ginsburg) (1866—1940) — еврейский публицист, прозаик, журналист, редактор, историк и общественный деятель; один из авторов «ЕЭБЕ».

## Биография
Саул Гинзбург родился в Минске в 1866 году. В 1891 году успешно окончил юридический факультет Санкт-Петербургского университета.
В 1892 году он стал пробовать свои силы на литературном поприще размещая в журнале «Восход» критические заметки и статьи. В 1897 году С. М. Гинзбург, переехав в Санкт-Петербург, по предложению редактора «Восхода» и стал вести в этом журнале постоянные отделы: «Обзор еврейской печати» (под псевдоним Гакоре) и «Литературную хронику».
Кроме обширной работы «Забытая эпоха» — ο «Рассвете» 1860 г. (1896), он поместил в «Восходе» ряд критических статей об И. В. Левинзоне, Смоленскине, Мапу, художнике-поэте Мане, очерки по истории хасидизма и многие другие свои работы. Летом 1899 года Саул Моисеевич Гинзбург вошёл в состав новой редакции «Восхода», где оставался до 1902 года, продолжая вести те же отделы в газете и журнале.
В 1901 году он, совместно с Петром Семёновичем Мареком, выпустил ценный сборник «Еврейские песни в России» состоящий из собранных ими произведений и, по мнению И. М. Чериковера, представляющий собой «эпоху в изучении еврейского фольклора».
В 1903 году Саул Моисеевич Гинзбург основал в городе Санкт-Петербурге первую ежедневную жаргонную газету «Fraind», редактором которой состоял до октября 1908 года.
С 1908 года Гинзбург принимал активное участие в сборниках по истории евреев «Пережитое». В вышедших до 1910 года двух томах (под редакцией Гинзбурга и Ю. И. Гессена) он поместил статьи «Первый еврейский студент», «Виленский самозванец» и ряд мелких заметок. Принимал участие в написании «Еврейской энциклопедии Брокгауза и Ефрона»; в частности, его перу принадлежит биографическая статья о Мордехае Аароне Гинцбурге.
С 1897 по 1903 год он состоял секретарем «Общества распространения просвещения между евреями» в России и принимал участие в «Союзе для достижения полноправия еврейского народа».
С 1908 года С. М. Гинзбург состоял членом президиума комитета Еврейского литературного общества, учрежденного при его ближайшем участии, а с 1909 года стал членом комитета Общества распространения просвещения между евреями.
В 1913 году он издал свою работу «Отечественная война 1812 года и русские евреи». С 1915 по 1921 год учёный являлся одним из редакторов «Истории еврейского народа» (тт. 11-12), а в 1918 году редактировал журнал «Хе-‘Авар», который выходил на иврите.
До середины 1920-х годов Саул Моисеевич Гинзбург занимал кафедру еврейской истории в Институте высших еврейских знаний в Петрограде. В 1923 году он издал сборник очерков по истории российских евреев «Минувшее».
В период с 1922 по 1928 год Гинзбург размещал свои труды в периодических печатных изданиях «Еврейский альманах», «Еврейская мысль» и «Еврейский вестник» и печатался на идиш в нью-йоркском журнале «Ди цукунфт». В 1930 году учёный навсегда покинул Союз Советских Социалистических Республик.
В эмиграции Гинзбург жил первое время в Париже, а в 1933 году перебрался в Соединённые Штаты Америки, где активно сотрудничал с нью-йоркской ежедневной еврейской газетой «Форвертс».
Саул Моисеевич Гинзбург умер 16 ноября 1940 года в Нью-Йорке (США).

### На идиш
- Historishe verk [Исторические труды]. 3 vols. New York: Shoyl Ginzburg 70-Yoriger Yubiley Komitet [Saul Ginsburg Testimonial Committee], 1937—1938.
  - Vol. 1. Fun idishen leben un shafen in Tsarishen Rusland [Еврейская борьба и достижения в царской России]. Part 1.
  - Vol. 2. Fun idishen leben un shafen in Tsarishen Rusland [Еврейская борьба и достижения в царской России]. Part 2.
  - Vol. 3. Idishe layden in Tsarishen Rusland [Еврейская мученичество в царской России]. Includes a bibliography of Ginsburg’s works, 1892—1937, by Isaac Rivkind (p. 377—416).
- Amolike Petersburg: forshungen un zikhroynes vegn yidishn lebn in der residents-shtot [Петербург, каким он был: исследования и воспоминания о еврейской жизни в столице империи]. New York, Saul Ginsburg shriftn-komitet, 1944.
- Meshumodim in Tsarishn Rusland [=Еврейские отступники в царской России]. New York: CYCO-bicher-farlag, 1946.
- В соавторстве с П.С. Мареком: Еврейские песни в России. Фоторепринт петербургского издания 1901 года. Отредактировано и аннотировано. Введение Дова Ноя. Рамат Ган: Издательство Университета Бар-Илан, 1991. Народные песни на идиш и латинизация; вступления на русском и идиш.
  - Еврейские песни в России. Санкт-Петербург: Редакция «Восход», 1901. Оригинальное издание с народными песнями на идиш и латинизацией; Вступление на русском.

### На английском
- The Drama of Slavuta. Translated from the Yiddish by Ephraim H. Prombaum; with introductory and concluding remarks, glossary, and suggested reading. Lanham: University Press of America, 1991. A series of 12 articles published in the Forverts (Jewish Daily Forward) from Dec. 12, 1937 to Feb. 27, 1938, collectively entitled «Di Slaviter drame.»